# Drassodella
Drassodella és un gènere d'aranyes araneomorfes de la família dels gal·lienièl·lids (Gallieniellidae). Fou descrita per primera vegada l'any 1916 per John Hewitt. Norman I. Platnick, l'any 1990, va transferir aquest gènere de la família dels gnafòsids (Gnaphosidae) als gal·lienièl·lids.
Mentre de 2017, conté 7 espècies, tot de Sud-àfrica.

## Espècie
Segons el World Spider Catalog del 19 de març de 2017, Drassodella comprèn les 7 espècies següents:
- Drassodella melana Tucker, 1923
- Drassodella purcelli Tucker, 1923
- Drassodella quinquelabecula Tucker, 1923
- Drassodella salisburyi Hewitt, 1916 (espècie tipus)
- Drassodella septemmaculata (Strand, 1909)
- Drassodella tenebrosa Lawrence, 1938
- Drassodella vasivulva Tucker, 1923